# نيفين ماضي
نيفين ماضي (25 نوفمبر 1992 -)، ممثلة سورية تعيش في الإمارات.

## عن حياتها
ابنة عمتها هي الممثلة جومانا مراد، كانت بدايتها الفنية في المسرح أثناء سن الطفولة في عام 1999 بمقر إقامتها الإمارات، من بعدها شاركت في عدد من الأعمال الذي حققت لها النجاح في السينما والتلفزيون، برزت في دور «حبيبة» الفتاة الشريرة في مسلسل حبر العيون، الذي عرض خلال شهر رمضان لعام 2012.

## أعمالها

### من المسلسلات
| سنه الإنتاج | اسم المسلسل              | بمشاركة                                                                   |
| ----------- | ------------------------ | ------------------------------------------------------------------------- |
| 1999        | حاير طاير                | جابر نغموش، سميرة أحمد، أحمد الجسمي، حبيب غلوم، رزيقة طارش                |
| 2008        | أبلة نورة                | حياة الفهد، أحمد الجسمي، مرام البلوشي، هند البلوشي، ملاك                  |
| 2008        | الداية                   | حياة الفهد، محمد جابر، جمال الردهان، منى شداد، باسمة حمادة                |
| 2009        | هوامير الصحراء           | أحمد الصالح، ميساء مغربي، اميرة محمد                                      |
| 2009        | نص درزن                  | زهرة عرفات، إبراهيم الزدجالي، شيماء سبت، أمل محمد، سميرة أحمد             |
| 2010        | بنات شما                 | سميرة أحمد، هدى الخطيب، صمود                                              |
| 2010        | ريح الشمال               | محمد المنصور، أسمهان توفيق، سيغ الغانم، شهد الياسين                       |
| 2010        | متعب القلب               | أسمهان توفيق، محمود بوشهري، أحمد الجسمي، مسك                              |
| 2010        | اوراق الحب-الموسم الثاني | ميساء مغربي، ليلى السلمان، سيف الغانم                                     |
| 2011        | طماشة الجزء الثاني       | جابر نغموش                                                                |
| 2011        | ما نتفق                  | ليلى السلمان، بثينة الرئيسي، رؤى الصبان، إبراهيم الزدجالي                 |
| 2012        | 04                       | خالد نجم، أسيل عمران                                                      |
| 2012        | حبر العيون               | حياة الفهد، أحمد الجسمي، هيا عبد السلام، هند البلوشي، حبيب غلوم           |
| 2012        | صبايا 4                  | ديما بياعة، رؤى الصبان، جيني إسبر، هدى الخطيب                             |
| 2013        | صمت البوح                | إبراهيم الزدجالي، رزيقة طارش، جابر نغموش، أبرار سبت، بدرية أحمد           |
| 2013        | زمان لول                 | سميرة أحمد، أحمد الجسمي، مروان عبد الله، نورة البلوشي، هدى سلطان          |
| 2014        | هواجس                    | غازي حسين، شمعة محمد، أمل محمد، بدرية أحمد، سعاد علي                      |
| 2014        | الحب سلطان               | زهرة الخرجي، عبد المحسن النمر، فاطمة عبد الرحيم، اميرة محمد، محمود بوشهري |
| 2015        | دبي لندن دبي             | سلمى سالم، زهرة الخرجي، سيف الغانم، رؤى الصبان، أحمد إيراج                |
| 2019        | العاصوف - الجزء الثاني   |                                                                           |
| 2020        | الميراث                  |                                                                           |
| 2020        | بنت صوغان                |                                                                           |

### في المسرح
- باب الأمل
- مملكة القرود
- عبود ودودو
- أنا وزوجتي واوباما

### في السينما
- جمعة والبحر
- بنت مريم
- ظل البحر
- إنطباعات
- ثوب الشمس
- علي وعليا

## روابط خارجية
- نيفين ماضي على موقع IMDb (الإنجليزية)
- نيفين ماضي على موقع قاعدة بيانات الأفلام العربية